# Bisbat de Juazeiro
El bisbat de Juazeiro (portuguès: Diocese de Juazeiro; llatí:  Dioecesis Iuazeiriensis) és una seu de l'Església catòlica al Brasil, que pertanyia a la regió eclesiàstica Nord-est 3, sufragània de l'arquebisbat de Feira de Santana. Al 2020 tenia 429.750 batejats d'un total de 535.600 habitants. Està dirigida pel bisbe Carlos Alberto Breis Pereira, O.F.M.

## Territori
La diòcesi comprèn 9 municipis la part septentrional de l'estat brasiler de Bahia: Juazeiro, Campo Alegre de Lourdes, Casa Nova, Curaçá, Pilão Arcado, Remanso, Sento Sé, Sobradinho i Uauá.
La seu episcopal és la ciutat de Juazeiro, on es troba la catedral de Nostra Senyora de la Gruta.
El territori s'estén sobre 58.397 km² i està dividit en 17 parròquies.

## Història
La diòcesi va ser erigida el 22 de juliol de 1962 en virtut de la butlla Christi Ecclesia del papa Joan XXIII, prenent el territori de les diòcesis de Barra i de Bonfim.
Originàriament sufragània de l'arquebisbat de San Salvador de Bahia, el 16 de gener de 2002 passà a formar part de l'arquebisbat de Feira de Santana.
El 17 de juny de 2011, en virtut del decret Quo aptius de la Congregació per als bisbes adquirí el municipi d'Uauá del bisbat de Paulo Afonso.

## Cronologia episcopal
- Tomás Guilherme Murphy, C.SS.R. † (16 d'octubre de 1962 - 29 de desembre de 1973 renuncià)
- José Rodrigues de Souza, C.SS.R. † (12 de desembre de 1974 - 4 de juny de 2003 jubilat)
- José Geraldo da Cruz, A.A. † (4 de juny de 2003 - 7 de setembre de 2016 jubilat)
- Carlos Alberto Breis Pereira, O.F.M., des del 7 de setembre de 2016

## Estadístiques
A finals del 2019, la diòcesi tenia 429.750 batejats sobre una població de 535.600 persones, equivalent al 80,2% del total.
| any  | població | població | població | sacerdots | sacerdots       | sacerdots       | sacerdots             | diàques | religiosos | religiosos | parroquies |
| ---- | -------- | -------- | -------- | --------- | --------------- | --------------- | --------------------- | ------- | ---------- | ---------- | ---------- |
| any  | batejats | total    | %        | total     | clergat secular | clergat regular | batejats por sacerdot | diàques | homes      | dones      |            |
| 1966 | 165.000  | 177.000  | 93,2     | 11        | 1               | 10              | 15.000                |         | 3          | 5          | 9          |
| 1970 | 150.000  | 194.000  | 77,3     | 14        | 4               | 10              | 10.714                |         | 13         | 7          | 10         |
| 1976 | 185.000  | 220.000  | 84,1     | 14        | 5               | 9               | 13.214                |         | 10         | 16         | 12         |
| 1980 | 218.000  | 261.000  | 83,5     | 12        | 4               | 8               | 18.166                |         | 11         | 21         | 12         |
| 1990 | 283.000  | 324.000  | 87,3     | 17        | 11              | 6               | 16.647                |         | 6          | 22         | 12         |
| 1999 | 327.000  | 374.000  | 87,4     | 16        | 9               | 7               | 20.437                |         | 7          | 25         | 12         |
| 2000 | 332.000  | 379.000  | 87,6     | 16        | 8               | 8               | 20.750                |         | 8          | 25         | 12         |
| 2001 | 336.000  | 384.000  | 87,5     | 16        | 9               | 7               | 21.000                |         | 7          | 25         | 12         |
| 2002 | 350.000  | 419.674  | 83,4     | 19        | 13              | 6               | 18.421                |         | 6          | 23         | 12         |
| 2003 | 350.000  | 419.674  | 83,4     | 18        | 13              | 5               | 19.444                |         | 6          | 24         | 13         |
| 2004 | 364.765  | 423.708  | 86,1     | 20        | 15              | 5               | 18.238                |         | 6          | 24         | 13         |
| 2006 | 373.000  | 433.000  | 86,1     | 24        | 20              | 4               | 15.541                |         | 4          | 18         | 13         |
| 2013 | 410.000  | 512.000  | 80,1     | 26        | 22              | 4               | 15.769                |         | 4          | 10         | 13         |
| 2016 | 407.432  | 507.812  | 80,2     | 33        | 29              | 4               | 12.346                |         | 4          | 7          | 16         |
| 2019 | 429.750  | 535.600  | 80,2     | 33        | 31              | 2               | 13.022                |         | 3          | 17         | 17         |